# Джонсон, Джек Эдвард
Джек Эдвард Джонсон(англ. Jack Edward Johnson, 24 марта 1996, Омаха) — американский хип-хоп/рэп певец, который на данный момент состоит в группе Jack and Jack, в которой исполняет песни вместе с другом — Джеком Гилински.

## Биография
Джек Эдвард Джонсон и его друг Джек Гилински родились в Омахе, штат Небраска. Они встретились в детском саду. Носили одинаковые рубашки и у обоих было имя Джек. С того момента они стали лучшими друзьями. Вместе ходили в младшую-старшую школу, вместе заканчивали её. У них были некоторые разногласия, но по сей день они остаются лучшими друзьями.

## Карьера
Джек Джонсон известен как в США, так и за их пределами. Он является известным певцом. Кроме пения, он увлекается игрой на фортепиано и гитаре. Так же он занимается битбоксом. 28 января 2014 Джек и Джек выпустили свой дебютный сингл «Distance». 24 февраля 2014 они выпустили свой второй сингл «Flights». 9 апреля 2014 они выпустили свой третий сингл «Paradise (Never Change)». 1 июля 2014 они выпустили свой четвёртый сингл «Doing It Right». Официальный клип на «Doing It Right» был размещен на их YouTube 3 июля 2014 года. 7 августа 2014 они выпустили свой пятый сингл «Wild Life». 12 августа 2014 они выпустили свой шестой сингл «Cold Hearted». 3 сентября 2014 года они выпустили свой седьмой сингл «Tides». Песня Wild Life вошла в Billboard Hot 100 США под номером 87, это их первый сингл Billboard Hot 100 в США. Они также были частью тура MAGCON. Они были приглашен в MAGCON тур, после того, как люди увидели шестисекундные видео Джека и Джека, которые они размещали на своей совместной странице на Vine и YouTube.

## Медиа
У Джека Джонсона есть своя страница в Инстаграме и Твиттере. В Твиттере у него есть как и своя, так и совместная страница с Джеком Гилински.
У Джеков есть совместная страница на Vine «Jack and Jack» и YouTube «JackandJackVideos».
Musical.ly «JackandJack»

## Дискография
| Год  | Название                  | Позиции в чартах |
| ---- | ------------------------- | ---------------- |
| 2014 | «Distance»                | —                |
| 2014 | «Flights»                 | —                |
| 2014 | «Paradise (Never Change)» | —                |
| 2014 | «Doing It Right»          | —                |
| 2014 | «Wild Life»               | 87               |
| 2014 | «Cold Hearted»            | —                |
| 2014 | «Tides»                   | —                |
| 2014 | «Groove»                  | —                |
| 2014 | «Right Where You Are»     | —                |
| 2014 | «Like That»               | —                |
|      | «I’m in»                  | —                |

## Фильмография
4 декабря прошла закрытая премьера документального фильма о Джеках «JACK AND JACK: THE MOVIE»